# Дуэль

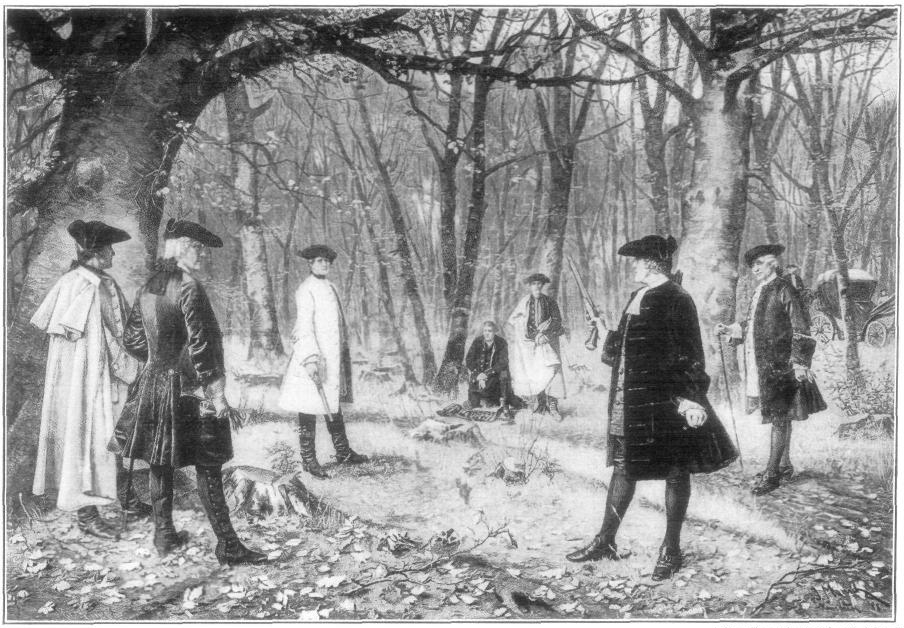
Дуэль Александра Гамильтона с Аароном Бёрром

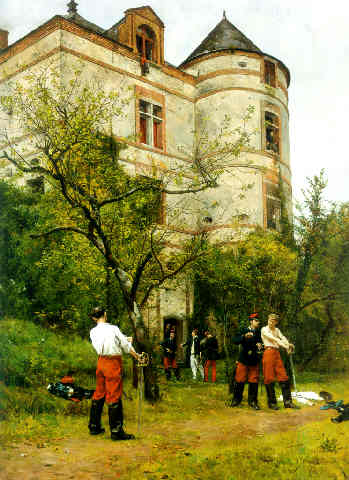
Картина Этьена-Проспера Берн-Белькура, 1889 год

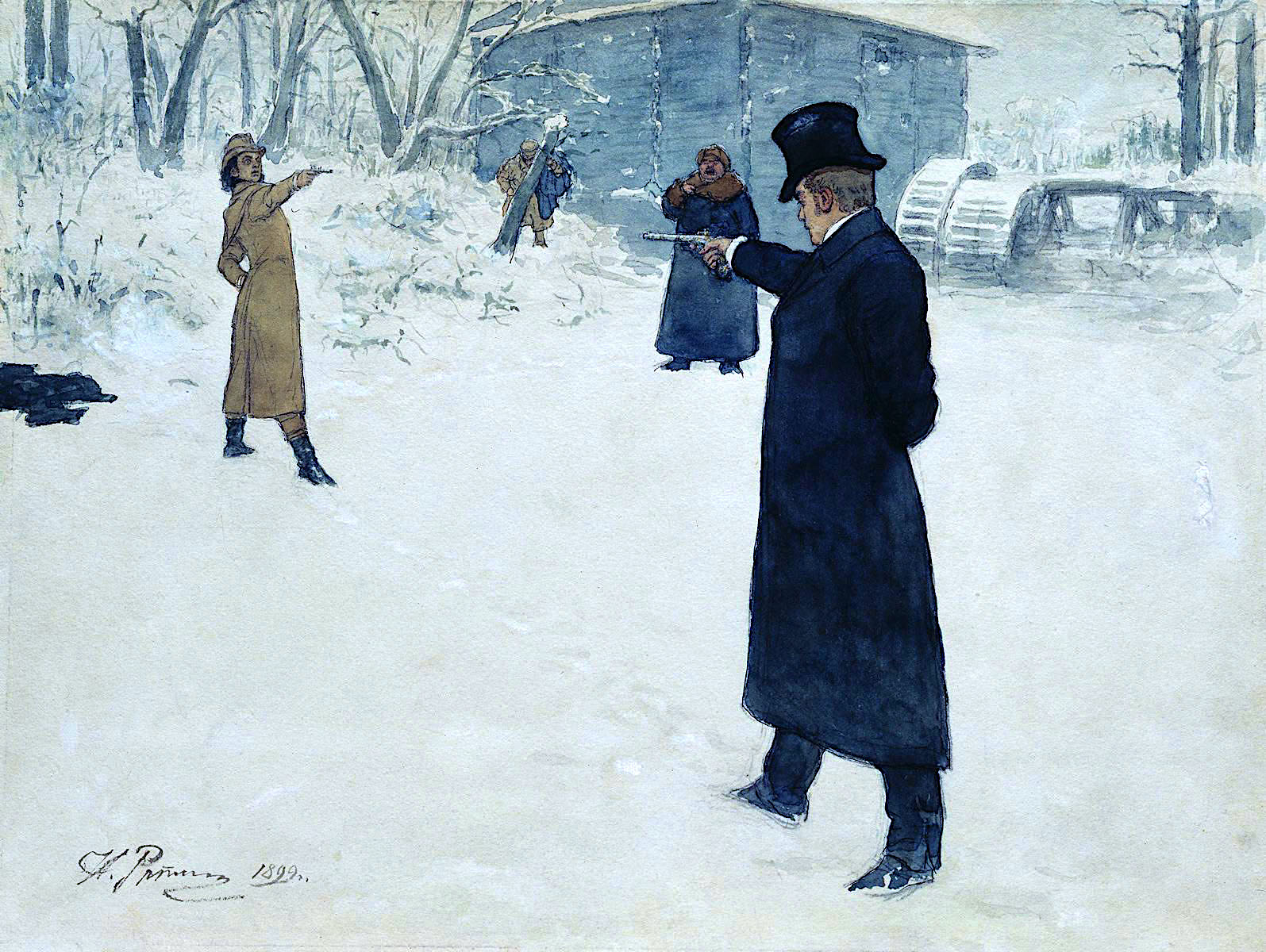
Дуэль Ленского и Онегина, иллюстрация Ильи Репина к роману в стихах «Евгений Онегин», 1899 год

Дуэ́ль (фр. duel < лат. duellum — «поединок», «борьба двух») — регламентированный писаными правилами или обычаями вооружённый поединок, цель которого — удовлетворить желание одного из дуэлянтов (вызывающего на дуэль) ответить на нанесённое его чести оскорбление с соблюдением заранее условленных и равных условий боя. Как правило, дуэли происходят только внутри отдельных общественных слоёв и зачастую ассоциируются с аристократией, хотя на самом деле не привязаны ни к одному из них. В настоящее время запрещена законодательством подавляющего большинства государств мира.

## Организация дуэли

### Дуэльный кодекс
Дуэльным кодексом обычно именуют свод правил, регламентирующих причины и поводы для вызова на дуэль, виды дуэлей, порядок вызова, его принятия и отклонения, порядок подготовки и проведения самой дуэли, определяющих, какое поведение участников дуэли допустимо, а какое — нет.
Во Франции дуэльный кодекс был впервые опубликован графом де Шатовильяром в 1836 году. В конце XIX века общепризнанным для Европы стал изданный в 1879 году дуэльный кодекс графа Верже. Как то, так и другое издание фиксируют практику дуэлей соответствующего времени. В России известен изданный в 1912 году дуэльный кодекс Дурасова. Все опубликованные варианты дуэльного кодекса представляли собой не регламентирующие официальные документы, а сформированные знатоками наборы рекомендаций. Дуэльный кодекс всегда был общеизвестен в дворянской и офицерской среде (а также в пределах других сообществ, где применялась дуэль).
Далее в этом разделе описание дуэли ведётся согласно дуэльному кодексу Дурасова, который представляет собой обобщение дуэльного опыта России и позднейших французских дуэльных кодексов.

### Оружие
Основным видом дуэльного оружия изначально было холодное. Историки вопроса замечают, что первоначально предполагалась готовность дворянина драться на дуэли тем оружием, которое он имеет при себе, поэтому естественным образом дуэльным стало постоянно носимое с собой клинковое холодное оружие:
- Одноручный или полуторный меч;
- Сабля;
- Меч, кинжал или дага;
- Шпага;
- Рапира.

Оружие законных дуэлей (судебных поединков) назначалось судом и могло зависеть от сословия соперников. Так, соперники простого звания могли драться на дубинах, палках или топорах, для дворян же такое оружие считалось недостаточно «благородным».
В дуэлях дворян Западной Европы до XVII века основным оружием была шпага в паре с дагой, так как это было единственное оружие, которое в пределах города дворянин мог носить при себе вне службы. Вместо даги в левой руке дуэлянт мог держать специальный дуэльный щит или свёрнутый плащ — с помощью этих предметов парировали удары, а также загораживались ими, скрывая свои действия от противника. В XVII веке щиты и даги постепенно вышли из употребления — свободная рука в бою убиралась за спину. Только в Италии дуэльный кинжал для левой руки продолжал использоваться до начала XIX века. С развитием техники фехтования больше внимания стало уделяться скорости движений, что привело сначала к облегчению шпаг, а затем — к массовому переходу на рапиры, являющимися уже чисто колющим оружием.
В XVIII веке на дуэлях всё большее распространение получает огнестрельное оружие, главным образом — однозарядные пистолеты. Применение пистолетов снимает главную проблему всех дуэлей с использованием физической силы или холодного оружия — влияние на результат разницы в возрасте и физической подготовки дуэлянтов. Если при дуэли на холодном оружии один из участников был существенно более искусен в фехтовании, то он вообще не подвергался опасности, так как значительно эффективнее защищался, а в пистолетной дуэли даже плохой стрелок мог, выстрелив первым, попасть случайно; таким образом, оба участника дуэли, независимо от уровня подготовки, подвергались смертельной опасности. В некоторых видах пистолетных дуэлей искусственно увеличивалось влияние фактора случайности (см. ниже). Для уравнивания шансов дуэлянтов дуэльные пистолеты делали парными, абсолютно идентичными и ничем друг от друга не отличающимися, за исключением цифры 1 или 2 на стволе. Любопытно, что сначала в практику вошли пистолетные дуэли верхом на лошадях, и лишь позже появилась широко известная сейчас пешая форма.
Гораздо реже для дуэлей применялось длинноствольное огнестрельное оружие (дуэль на ружьях, винтовках, карабинах) и многозарядные пистолеты или револьверы. Известны также случаи применения на дуэлях совершенно «неканонического» оружия или предметов, используемых в таковом качестве. Так, например, описана дуэль между двумя английскими офицерами в Индии, заключавшаяся в следующем: офицеры несколько часов сидели неподвижно в тёмной комнате, куда запустили индийскую кобру, пока, наконец, она не укусила одного из них. В России в XIX веке был случай дуэли между приставом Цитовичем и штабс-капитаном Жегаловым на медных канделябрах — такое оружие, в соответствии со своим правом оскорблённого, выбрал Цитович, поскольку не умел в достаточной мере ни стрелять, ни фехтовать.

### Повод к дуэли
Вызов на дуэль обычно следовал в том случае, если одно лицо (оскорблённый) считало, что действия или высказывания другого лица (обидчика) наносят ущерб его чести. Само понятие чести при этом могло трактоваться очень широко и варьироваться в зависимости от социальной общности, к которой принадлежат оскорблённый и обидчик, а также от географических и исторических обстоятельств. Обычно честь понималась как врождённое личное достоинство, требующее соблюдать в отношении лица определённые правила поведения, демонстрирующие уважение к его происхождению и социальному статусу. Ущербом чести считалось всякое отклонение от таковых правил, унижающее лицо в его собственных глазах и глазах общественного мнения. Также могла защищаться посредством дуэли семейная или клановая честь, а в определённых обстоятельствах — и честь посторонних людей, в силу принятых обычаев оказавшихся под покровительством оскорблённого.
Никакой материальный ущерб не мог стать, сам по себе, поводом для дуэли, подобного рода претензии решались в судебном порядке. Подача официальной жалобы на обидчика властям, начальству или в суд навсегда лишала оскорблённого права вызова обидчика на дуэль из-за этого оскорбления.
Практически поводом к дуэлям в течение веков становились самые различные обстоятельства. Бывали дуэли по крайне серьёзным поводам, таким как месть за убитого родственника или друга, но случалось, что к дуэли приводила неосторожная шутка, принятая кем-то на свой счёт, или неловкий жест. Поскольку во всех случаях факт оскорбления определял сам оскорблённый, никакого эталона оскорбительного или не-оскорбительного поведения не существовало. При этом, даже получив вызов по крайне сомнительному поводу, обидчик чаще всего был вынужден принять его, дабы не выглядеть трусом в глазах общества.
Повсеместно считалось, что нанести урон чести человека может только равный ему по положению. Оскорбление, нанесённое низшим по рангу или социальному положению, например, разночинцем — дворянину, являлось нарушением права, но не задевало чести дворянина, поэтому не могло стать поводом к дуэли — вызов от высшего к низшему был исключён, нарушенное право следовало восстанавливать в судебном порядке. Вызов от низшего по рангу к высшему, при определённых обстоятельствах, допускался, так, иногда младший офицер мог вызвать на дуэль оскорбившего его начальника, однако неравное положение вызывающего позволяло вызываемому при желании отклонить такой вызов, не опасаясь за свою репутацию.
Позднейшие дуэльные кодексы классифицировали поводы к дуэли следующим образом:
Обычное, или лёгкое оскорбление (оскорбление первой степени).
Оскорбление словом, направленное, главным образом, против самолюбия оскорблённого и не затрагивающее доброго имени и репутации. Например, таковыми являются оскорбительные или язвительные выражения, затрагивающие малозначительные черты личности, внешний вид, манеру одеваться, незнакомство с каким-либо предметом.
Оскорблённый получал право на выбор оружия, прочие условия дуэли определялись соглашением, выработанным секундантами.
Тяжкое оскорбление (оскорбление второй степени).
Оскорбление словом или неприличным жестом, затрагивающее честь и репутацию оскорблённого, в том числе обвинение в бесчестных действиях и обвинение во лжи, либо соединённое с нецензурной бранью. «Духовная неверность» супруги также считалась оскорблением второй степени.
Оскорблённый мог выбирать род оружия и вид дуэли (до первой крови, до ранения, до результата).
Оскорбление действием (оскорбление третьей степени).
Реальное агрессивное действие, направленное на оскорблённого. Удар, пинок, пощёчина, оскорбительное прикосновение, бросок предмета в оскорбляемого, плевок, а также попытка любого подобного действия, если она в данных конкретных условиях могла быть доведена до результата, но не достигла цели по независящим от оскорбителя обстоятельствам. К оскорблению действием приравнивалась также телесная неверность супруги.
В случае оскорбления действием оскорблённый имел право на выбор оружия, рода дуэли, барьерной дистанции (если речь шла о дуэли на пистолетах) либо выбора между подвижной и неподвижной дуэлью (при дуэли на шпагах, саблях или рапирах), а также на пользование собственным оружием (в этом случае противник также мог пользоваться собственным оружием).
Иногда между тяжким оскорблением и оскорблением действием разница была чисто формальной: если попытка нанести удар или бросить предмет предпринималась с расстояния, на котором удар или бросок могли достигнуть цели, то это считалось оскорблением действием, если же оскорбитель заведомо не мог дотронуться (руками или предметом) до оскорблённого, то — оскорблением второй степени. В то же время словесное объявление о нанесении оскорбления действием (например, заявление: «Я плюю на Вас!»), даже не сопровождаемое никакими реальными действиями, считалось оскорблением третьей степени.
Тяжесть оскорбления 2-3 степени, нанесённого женщиной, понижалась до 1 ступени. Тяжесть оскорбления 2-3 ступени, нанесённого недееспособным лицом, понижалась на одну ступень. Тяжесть оскорбления, нанесённого женщине, покойным родственникам или чести рода, повышалась на одну ступень.
Если оскорблённый отвечал на оскорбление своим оскорблением той же тяжести, то это не лишало его прав оскорблённого. Если ответ на оскорбление был более тяжким, получивший более тяжкое оскорбление становился оскорблённой стороной и приобретал соответствующие права.

### Вызов
Оскорблённому рекомендовалось тут же, на месте, в спокойном и уважительном тоне потребовать извинений либо сразу же заявить обидчику, что к нему будут присланы секунданты. Далее оскорблённый мог либо отправить письменный вызов (картель), либо вызвать обидчика на дуэль устно, через секундантов. Максимальным сроком для вызова в обычных условиях (когда обидчик был непосредственно доступен и не было никаких объективных затруднений для передачи вызова) считались сутки. Затягивание с вызовом считалось дурным тоном.
В тех случаях, когда один человек одновременно оскорблял нескольких, действовало правило: «Одно оскорбление — один вызов». Оно означало, что оскорбитель обязан удовлетворить лишь один из вызовов нескольких одновременно оскорблённых им людей. Если все нанесённые оскорбления имели одну степень тяжести, то оскорбитель был волен выбирать любой из поступивших вызовов, но, выбрав, уже не мог заменить его на другой. Если тяжесть оскорбления была различной, то преимущество получали те из вызывавших, кто был оскорблён тяжелее. В любом случае, после того, как дуэль по поводу конкретного оскорбления состоялась, повторные вызовы от других оскорблённых не принимались. Это правило исключало возможность серии дуэлей (с высокой вероятностью — фатальной) для одного человека с группой лиц по поводу одного и того же оскорбления.

### Участники дуэли
В дуэли могли принимать участие сами дуэлянты, то есть оскорбитель и оскорблённый, секунданты, врач. Друзья и близкие дуэлянтов также могли присутствовать, хотя не считалось хорошим тоном превращать дуэль в спектакль, собирая на ней зрителей.

#### Дуэли с родственниками и заинтересованными лицами
В позднейших дуэльных кодексах содержался прямой запрет вызывать на дуэль близких родственников, к которым относились сыновья, отцы, деды, внуки, дядья, племянники, братья. Двоюродный брат уже мог быть вызван. Также категорически запрещались дуэли между кредитором и должником.

#### Замена для лиц, не способных к дуэли
Непосредственными участниками дуэли не могли быть женщины, лица недееспособные, имеющие болезнь или увечье, ставящее их в явно неравное положение с противником, пожилые (обыкновенно, с 60-летнего возраста, хотя при желании и более пожилой мужчина, сохранивший физическое здоровье, мог драться на дуэли сам) или слишком молодые (несовершеннолетние). Если в реальности оскорбление наносило или оскорблённым становилось такое лицо, на дуэли его должен был заменить кто-то из его «естественных покровителей»; считалось, что такой заменяющий принимает на себя тяжесть нанесённого оскорбления и перенимает все полагающиеся заменяемому им лицу права и обязанности участника дуэли. Заменять пожилого, несовершеннолетнего, больного или увечного мужчину должен был кто-то из его ближайших кровных родственников (до дяди и племянника включительно).
Заменять женщину должен был либо мужчина из числа ближайших кровных родственников, либо муж, либо спутник (то есть тот, кто сопровождал женщину в то время и в том месте, где было нанесено оскорбление), либо, по изъявлении такого желания, любой мужчина, присутствовавший при оскорблении или позже узнавший о нём и считающий для себя необходимым вступиться за данную женщину. При этом необходимым условием, при котором признавалось право женщины на такое заступничество, являлось её безукоризненное, с точки зрения принятых в обществе нравственных норм, поведение. Женщина, известная излишне свободным поведением, права на защиту от оскорбления лишалась.
В том случае, если причиной дуэли становилась супружеская неверность жены, оскорбителем считался любовник жены, его и надлежало вызвать. В случае неверности мужа за честь жены мог вступиться любой из её ближайших родственников либо любой мужчина, считающий это для себя необходимым.
Во всех случаях, когда за оскорблённого, не способного самостоятельно принимать участие в дуэли, изъявляли желание заступиться несколько человек, являющихся его (или её) «естественными покровителями», право на вызов имел только один из них. Для мужчины это обычно был ближайший кровный родственник, для женщины преимущество имел её муж или спутник. Вызовы всех прочих автоматически отклонялись.

#### Секунданты
В идеале оскорблённый и оскорбитель с момента вызова и до самой дуэли более не должны были встречаться и, тем более, общаться между собой. Чтобы провести приготовления к дуэли и договориться об её условиях, каждый из них приглашал одного или двух своих представителей — секундантов. Секундант выступал в двоякой роли: он обеспечивал организацию дуэли, отстаивая при этом интересы своего подопечного, и являлся свидетелем происходящего, который своей честью гарантировал, что всё делается в соответствии с традициями и равенство участников нигде не нарушено.
Дуэльные кодексы рекомендовали выбирать секундантов из числа равных по положению людей, не являющихся заинтересованными в исходе дела и ничем не запятнавших свою честь. В соответствии с этими рекомендациями, секундантом нельзя было выбирать близкого родственника, своего или противника, а также одного из тех, кого непосредственно затрагивало нанесённое оскорбление. Дуэлянт должен был во всех подробностях изложить приглашённым секундантам все обстоятельства дела, причём приглашённый, считающий, что обстоятельства не являются достаточно основательными для поединка, имел право отказаться от роли секунданта, ничем не повредив своей чести. Секундантам давались инструкции относительно переговоров о дуэли, и они обязаны были действовать в пределах данных им полномочий. Здесь дуэлянт имел полное право разрешить секундантам действовать либо полностью по своему разумению (в том числе даже разрешить им давать согласие на примирение от своего имени), либо в пределах определённых границ, либо чётко держаться определённых требований. В последнем случае секунданты, фактически, превращались в курьеров, передающих требования доверителя и не имеющих право отступать от них.
В своих переговорах секунданты обсуждали возможность примирения и, если таковое оказывалось недостижимым, организацию дуэли, в первую очередь, те технические детали, которые не определял оскорблённый согласно тяжести оскорбления: вид дуэли (до первой крови, до серьёзного ранения, до смерти одного из участников и так далее), в движении или без, барьерное расстояние, очерёдность стрельбы и так далее. Основной задачей секундантов на этом этапе считалось договориться о таком порядке дуэли, при котором ни одна из сторон не имела бы явного преимущества.
В том случае, если секундантам не удавалось договориться об условиях дуэли между собой, они могли совместно пригласить уважаемого человека выполнить функцию третейского судьи, и в таком случае решение этого приглашённого принималось обеими сторонами без возражений. Для дуэли из числа секундантов избирался распорядитель, которому принадлежала основная роль на месте дуэли. Обычно на дуэль приглашался также врач, для удостоверения тяжести ранений, констатации смерти и оказания безотлагательной помощи раненым.

### Общий порядок проведения дуэли
Традиционно дуэль проводилась рано утром, в уединённом месте. В заранее оговорённое время участники должны были прибыть на место. Опоздание более 10-15 минут не допускалось, если один из противников задерживался на большее время, прибывшая сторона получала право покинуть место, при этом опоздавший считался уклонившимся от дуэли, следовательно, обесчещенным.
По прибытии на место обеих сторон секунданты противников подтверждали готовность к дуэли. Распорядитель объявлял последнее предложение к дуэлянтам решить дело извинениями и миром. Если противники отвечали отказом, распорядитель объявлял вслух условия поединка. В дальнейшем до завершения дуэли никто из противников уже не мог вернуться к предложению о примирении. Принесение извинений перед барьером считалось признаком трусости.
Под наблюдением секундантов противники занимали исходные положения, в зависимости от характера поединка, и по команде распорядителя дуэль начиналась. Первый выстрел делал тот, кого вызывали на дуэль, затем стрелял вызывающий. После того, как были сделаны выстрелы (либо после ранения или смерти хотя бы одного из противников при дуэли на холодном оружии) распорядитель объявлял о завершении дуэли. Если оба противника в результате оставались живы и в сознании, то им полагалось пожать друг другу руки, обидчику — извиниться (в данном случае извинения уже не задевали его честь, так как она считалась восстановленной поединком, а были данью обычной вежливости). По завершении дуэли честь считалась восстановленной, а любые претензии противников друг к другу по поводу бывшего оскорбления — недействительными. Секунданты составляли и подписывали протокол о поединке, по возможности подробно фиксирующий все происходившие действия. Этот протокол сохранялся в качестве подтверждения того, что всё происходило в соответствии с традициями и участники дуэли вели себя как подобает. Вызывать без особых оснований того, с кем однажды уже дрался, считалось дурным тоном.

### Виды дуэли
Вообще, разнообразных видов дуэлей существовало огромное количество, но к XIX веку в аристократической среде установился определённый «джентльменский минимум», из которого и делался выбор при организации дуэли: два-три вида холодного оружия и пистолеты. Всё прочее считалось экзотикой и применялось крайне редко. Прежде всего, вид дуэли определялся родом оружия: холодного или огнестрельного.

#### Дуэли на холодном оружии
В качестве холодного оружия дуэли использовались, главным образом, шпага, сабля и рапира. Обычно использовалась пара одинаковых клинков одного типа. При настоятельной необходимости провести бой в отсутствие одинаковых клинков допускалось, с согласия противников и секундантов, использовать пару однотипных клинков, по возможности одинаковой длины. Выбор оружия производился в этом случае по жребию. Если один из соперников (по праву оскорблённого действием) решал воспользоваться собственным оружием, тем самым он давал противнику право воспользоваться собственным оружием того же типа.
Дуэли на холодном оружии делились на подвижные и неподвижные.
- Подвижная дуэль. Размечалась более-менее длинная дорожка или площадка, в пределах которой дуэлянты могли двигаться свободно, наступая, отступая, обходя противника, то есть применяя все возможности техники фехтования. Возможна была подвижная дуэль и без ограничений площадки.
- Неподвижная дуэль. Противники размещались в фехтовальной позиции на расстоянии действительного удара используемым оружием. Запрещалось как наступать на противника, так и отступать, бой должен был происходить, не сходя с места.

В XV-XVII веке в дуэли на холодном оружии не возбранялись удары руками и ногами, борьба на земле, в общем, любые действия из арсенала уличной драки. Кроме того, обычно в пару к шпаге использовался кинжал для левой руки либо левая рука обматывалась плащом и использовалась для отведения ударов противника и захватов.
К началу XIX века дрались одной шпагой (саблей, рапирой), вторая рука обычно убиралась за спину. Удары руками и ногами были запрещены, безусловно запрещалось также захватывать клинок оружия противника рукой. Бой начинался по сигналу секунданта-распорядителя и должен был останавливаться по его первому требованию (в противном случае секунданты должны были разнять противников). Если один из противников ронял оружие, второй должен был прекратить бой и дать первому возможность поднять его. Во время дуэлей «до первой крови» или «до ранения» после любого удара, достигшего цели, противники должны были остановиться и дать возможность врачу освидетельствовать раненого и заключить, не является ли рана достаточно серьёзной для прекращения боя, в соответствии с принятыми правилами. При дуэли «до результата» бой прекращался, когда один из противников переставал двигаться.

#### Дуэли на пистолетах

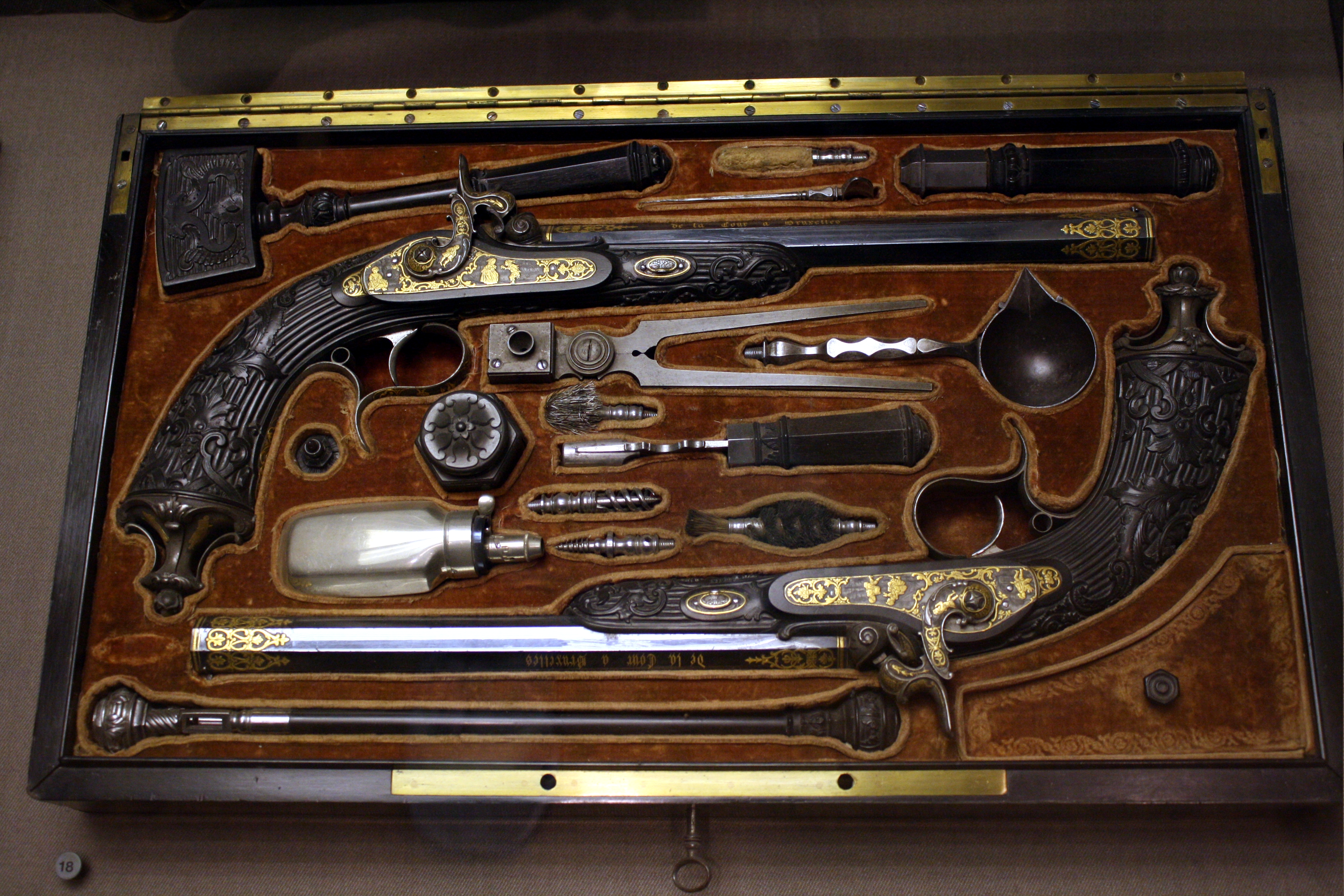
Парный комплект пистолетов в XIX в. хранился во многих дворянских домах на случай дуэли.

Видов дуэлей на пистолетах существует больше, чем на холодном оружии. Во всех случаях для дуэли использовались парные однозарядные пистолеты. Оружие не должно было быть знакомым никому из противников, этому придавалось большое значение, так как до эпохи массового промышленного производства каждый экземпляр оружия имел выраженные индивидуальные особенности, и знакомый с пистолетом дуэлянт мог получить серьёзное преимущество. В некоторых дворянских домах держали отдельный набор пистолетов нарочно на случай дуэли, и ни для чего другого их не использовали. Противники приезжали на поле чести каждый со своей парой пистолетов, свидетельствовали честным словом, что оружие не пристреляно, затем жребием определяли, из чьих пистолетов стреляться.
В наиболее традиционных дуэлях каждый из противников делал только один выстрел. Если оказывалось, что в результате оба соперника оставались невредимыми, считалось, тем не менее, что честь восстановлена и дело окончено. Далеко не всегда противники жаждали крови, но считалось при этом, что если стрелявший первым явно стремился опасно ранить оппонента, то второй тоже получает на это полное право. С другой стороны, когда дуэлянт демонстративно стрелял мимо, это само по себе могло считаться оскорблением и поводом для нового поединка.
В случае, когда секунданты договаривались о дуэли «до результата» или «до ранения», при обоюдном промахе пистолеты заряжались вновь и дуэль повторялась либо с самого начала, либо, если это было оговорено, с изменением условий (например, на минимальной дистанции).
«Неподвижная дуэль»
Противники располагаются на оговорённом расстоянии друг от друга (как правило, в Западной Европе применялось расстояние порядка 25-35 шагов, в России — 15-20 шагов). Стреляют после команды распорядителя, в зависимости от ранее оговорённых условий, либо в произвольном порядке, либо поочерёдно, согласно жребию. После первого выстрела второй должен быть сделан не более чем через минуту.
«Подвижная дуэль с барьерами»
Наиболее распространённый вид дуэли в России XVIII—XIX века. На дорожке размечается «дистанция» (10-25 шагов), границы её отмечаются «барьерами», в качестве которых могут применяться любые предметы, положенные поперёк дорожки. Противники размещаются на равном расстоянии от барьеров, держа пистолеты в руках дулом вверх. По команде распорядителя противники начинают сходиться — двигаться навстречу друг другу. Идти можно с любой скоростью, отходить назад запрещено, можно ненадолго останавливаться. Дойдя до своего барьера, дуэлянт должен остановиться. Порядок выстрелов может оговариваться, но чаще стреляют по готовности, в произвольном порядке (противника выцеливают в движении и стреляют, остановившись). Существует два варианта правил этой дуэли. Согласно первому, более распространённому в Западной Европе, противник, выстреливший первым, имел право остановиться там, откуда стрелял. Согласно второму, принятому в России, после первого выстрела тот из соперников, который ещё не стрелял, имел право потребовать, чтобы противник вышел к своему барьеру и, таким образом, получал возможность стрелять с минимального расстояния. Известное выражение «К барьеру!» как раз и означает такое требование.
«На благородном расстоянии»
Само назначение расстояния свыше 15 шагов было, как правило, указанием на «миролюбие» соперников: вероятность результативного исхода была невелика. Между тем, именно при изначальной удалённости в 20 шагов от своего противника был смертельно ранен Александр Пушкин.
«Дуэль на параллельных линиях»
На земле отмечаются две параллельные линии на барьерном расстоянии, определённом соглашением (обычно 10-15 шагов). Противники встают друг напротив друга и идут вдоль линий, постепенно сокращая расстояние. Нельзя отходить назад, увеличивая расстояние до линии. Стрелять можно в любой момент.
«Неподвижная дуэль вслепую»
Противники стоят неподвижно на оговорённом расстоянии, спиной друг к другу. После команды распорядителя они, в определённом или произвольном порядке, стреляют через плечо. Если после двух выстрелов оба остаются целы, пистолеты могут заряжаться снова.
«Приставить пистолет ко лбу»
Чисто русский вариант «экстремальной» дуэли. Противники встают на расстоянии, обеспечивающем гарантированное попадание (5-8 шагов). Из двух пистолетов заряжается только один, оружие выбирается по жребию. По команде распорядителя противники одновременно стреляют друг в друга.
«Дуло в дуло»
Также применялась исключительно в России. Аналогично предыдущему варианту, но заряжаются оба пистолета. В таких дуэлях нередко гибли оба противника.
«Через платок»
Поединок со стопроцентно смертельным исходом назначался в исключительных случаях. Противники брались левыми руками за противоположные концы носового платка и по команде секунданта одновременно стреляли. Заряжен был только один пистолет.
«Дуэль в могиле»
Пистолетная дуэль на расстоянии не более десяти шагов была чревата либо тяжёлыми ранениями, либо смертью обоих участников и назначалась из-за серьёзного оскорбления. В дуэльных кодексах такие дуэли называются чрезвычайными или даже недопустимыми.

#### «Американская дуэль»
Особым родом дуэли, не рекомендованной позднейшими дуэльными кодексами, была так называемая «американская дуэль», фактически состоявшая в самоубийстве по жребию. Соперники тем или иным образом бросали жребий, и тот, на кого он выпадал, был обязан в течение какого-то непродолжительного времени покончить с собой.
К «американской дуэли» прибегали чаще в тех случаях, когда не было возможности устроить традиционный поединок (из-за юридических запретов, слишком неравного положения соперников, физических ограничений, при которых результат обычного поединка был предопределён, но соперники не имели возможности или не желали пользоваться правом замены, и так далее), но при этом оба соперника считали, что разногласия можно решить только смертью одного из них.
Также «американской дуэлью» мог называться ещё один вид дуэли, более похожий на охоту друг на друга: соперники по взаимной договорённости прибывали, обычно с разных сторон, в определённое время в заданное место, выбранное в качестве «дуэльной территории», например, перелесок или ущелье, и с оружием в руках отправлялись выслеживать друг друга. Целью было обнаружить противника и убить его. Такая дуэль описана, в частности, Жюлем Верном в романе «С Земли на Луну». Сатирическое описание «американской дуэли» между двумя советскими молодыми людьми имеется в повести Ильи Ильфа и Евгения Петрова «Тысяча и один день, или Новая Шахерезада» (1929, новелла «Хранитель традиций»).

## История

### Исторические предшественники
Непосредственным историческим предшественником дуэли можно считать судебный поединок, имевший широкое распространение в средние века и происходивший, в свою очередь, от древней, уходящей корнями в язычество, традиции «божьего суда», основанной на представлении, что в равном с технической точки зрения поединке боги даруют победу тому, кто прав. У многих народов существовала практика вооружённого разрешения спора в ситуации, когда суду не удавалось установить истину путём рассмотрения доказательств и опроса свидетелей: суд мог назначить поединок для оппонентов. Победитель этого поединка считался правым в рассматриваемом деле, побеждённый, если он оставался жив, подлежал наказанию по закону. Судебный поединок обставлялся торжественно, порядок его проведения регулировался законами и традициями. Победитель судебного поединка вовсе не должен был убивать противника — ему было достаточно зафиксировать безусловную победу (например, обезоружить противника или сбить с ног и удерживать его, не давая возможности подняться).
Хотя судебный поединок оставался легитимным в законодательствах европейских государств до XV—XVI века, практическое его применение прекратилось или, во всяком случае, сильно сократилось уже к XIV веку. Одной из причин были получавшие широкую известность случаи, когда проигравший судебный поединок и, нередко, казнённый после этого человек впоследствии, в силу вновь открывшихся обстоятельств, оказывался невиновен. Так в 1358 году некий Жак Легре проиграл официальный судебный поединок, назначенный для выяснения его виновности в преступлении, в результате чего был повешен. Вскоре пойманный по другому делу преступник сознался также и в преступлении, инкриминированном Легре.
Другим предшественником дуэли можно считать рыцарский турнир — также определённым образом оформленное торжественное действо, центральным моментом которого была серия ритуальных схваток бойцов на холодном оружии — конный поединок на тяжёлых копьях либо конный или пеший бой на мечах. Целью турнира также была победа, а не убийство соперника, и со временем стали приниматься меры к тому, чтобы снизить вероятность смерти или серьёзной травмы: бой вёлся специально затупленным оружием, не пробивавшим доспехи, добивать побеждённого категорически запрещалось. Турниры были упразднены в XVI веке, когда рыцарская конница утратила своё военное значение, будучи заменена пешими стрелками, сначала с луками и арбалетами, а затем — с огнестрельным оружием, сделавшим бесполезными латы. Формальным поводом для прекращения турниров стала нелепая гибель короля Генриха II на турнире 1559 года: копьё соперника короля, графа Монтгомери, сломалось при ударе, и его острый обломок попал королю в глаз, нанеся смертельное ранение.

### Появление дуэли
Сформировавшееся на основе рыцарства дворянское сословие породило свои сословные представления о чести и достоинстве, присущих любому дворянину от рождения и, соответственно, о том, что посягательство на честь дворянина в форме оскорбления словом или действием требует непременного воздаяния, в противном случае оскорблённый считается обесчещенным. Другой особенностью европейского дворянского менталитета стало представление о неких присущих дворянину по праву рождения привилегиях, на которые не вправе посягать никто, даже сюзерен (король или иной правитель), в частности, право на ношение оружия. Сочетание представлений о чести и необходимости её защиты с постоянным наличием оружия естественным образом вызвало к жизни практику немедленного разрешения личных конфликтов путём поединка, в организацию и проведение которого дворянин не считал необходимым вовлекать сюзерена, суд или государственные службы.
Дуэль как форма выяснения отношений и способ призвать обидчика к ответу за оскорбление появилась около XIV века в Италии. Именно там у молодых дворян-горожан вошло в обычай превращать конфликт в повод для поединка. Для такого поединка противники обычно уходили в какое-либо глухое место, где дрались имеющимся при себе оружием, игнорируя все условности, из-за чего самочинные дуэли (в противовес официальным судебным поединкам) получили первоначально наименование «бой в кустах» (итал. bataille àla mazza) или «схватка зверей» (итал. bataille en bestes brutes). В отличие от официальных боёв по судебному предписанию, «бой в кустах» обычно происходил «как есть», на том оружии, которое постоянно носили с собой, то есть на шпаге и кинжале, и без доспехов, которые в повседневной жизни никто не носил.
Для итальянской знати «бои в кустах» стали, в определённой мере, прогрессивным новшеством. Если ранее аристократы нередко решали вопросы чести путём организации нападений на отдельных лиц, дома или имения противников целыми отрядами, то теперь, по крайней мере, уменьшилось число вовлекаемых в конфликт людей и, соответственно, число пострадавших.

### Распространение дуэлей в Европе
Французское дворянство познакомилось с «боями в кустах» во время Итальянских войн XV века и быстро переняло моду. Однако поединки, которые в Италии происходили в тайне, в укромных местах, во Франции практиковались буквально везде, вплоть до городских улиц и королевского дворца, хотя чаще дрались всё же в окраинных парках.
К началу XVI века дуэль была вполне обычной для дворянского сословия всей Западной Европы, хотя в разных государствах распространение этого обычая резко различалось; например, в Англии дуэль была гораздо менее распространена, чем в Италии и Франции. К этому времени относятся первые печатные работы теоретиков дуэли, которые рассматривают «бой в кустах» в противовес рыцарским традициям турниров и судебных поединков прошлых веков и настаивают на необходимости соблюдения правил, ритуалов и определённой регламентации дуэлей, дабы удовлетворить требованиям справедливости при разрешении вопросов чести. Но среди тех, кто часто дрался на дуэлях, большинство не утруждало себя чтением трактатов и довольствовалось традициями, усваиваемыми с опытом. На практике дуэли этого времени возникали стихийно, большей частью по бытовым поводам, из-за словесных оскорблений и из-за соперничества за женщин, и происходили повсеместно.
Право и обязанность защищать свою честь путём поединка приобрели статус общепринятых. Простить явное оскорбление, не вызвав обидчика на дуэль, стало означать полностью «потерять лицо» и быть опозоренным в глазах общества. Аналогичный позор ждал и того, кто не примет брошенный ему вызов, хотя бы и по самому пустячному поводу. Отклонить вызов мог позволить себе или очень пожилой (обычно не моложе 60 лет), или очевидно тяжелобольной или немощный дворянин. Нижняя граница возраста «пригодности к дуэлям» проходила на уровне 14-16 лет, то есть возраста, с которого дворянин начинал носить шпагу.
Каких-то устоявшихся правил, по сути, не было, кроме самых общих. Так, повсеместно было принято правило, согласно которому вызывающий выбирал время и место дуэли, а оружие выбирал тот, кто был вызван. Поскольку право выбора оружия давало известное преимущество, нередко зачинщики дуэлей прибегали к различным уловкам, чтобы оказаться вызываемой стороной, например, на обидное замечание оппонента публично называли его клеветником или грубо оскорбляли в ответ, ставя в положение, когда тот оказывался вынужден бросить вызов сам, чтобы сохранить лицо. Впоследствии традиции переменились и вопрос о выборе оружия усложнился, в результате секунданты сторон, споря о том, кому должен быть предоставлен этот выбор, нередко прибегали к ссылкам на ранее имевшиеся прецеденты и печатные дуэльные кодексы, шли на самые различные ухищрения, чтобы оставить право выбора оружие за своим подопечным.
Часто дуэли завязывались буквально в несколько минут и происходили без секундантов. Обычным делом, ничуть не порицавшимся обществом, было использование приёмов, по современным представлениям, не соответствующих рыцарским правилам: отвлечь внимание противника, ударить случайно поскользнувшегося или оступившегося, добить обезоруженного или раненого, ударить в спину, атаковать верхом пешего (при дуэли верхом). Более того, когда соперник, имевший все шансы на победу из-за оплошности противника, отказывался от них из благородства, такое поведение нередко порицалось обществом как глупость и самонадеянность, так как вполне могло привести к удару в спину от пощажённого или к повторной дуэли.
Классическим примером французской дуэли раннего периода можно считать дуэль молодого Ашона Мурона, племянника одного из маршалов Франции, с пожилым капитаном Матасом в 1559 году. Во время охоты Мурон с Матасом повздорили, Мурон потребовал немедленного поединка, в ходе которого Матас, гораздо более опытный во владении шпагой, легко обезоружил Мурона, чем счёл дело законченным, после чего прочитал молодому человеку мораль касательно того, что не следует бросаться со шпагой на человека, если не знаешь, насколько он может быть опасен. Закончив свою речь, капитан отвернулся от противника, чтобы сесть на лошадь; в этот момент Мурон поднял шпагу и нанёс Матасу удар в спину, убив того наповал. Благодаря родственным связям Мурона дело было замято. При этом в обществе его подлый удар не получил никакого порицания, напротив, большинство удивлялось, как опытный капитан мог допустить такую оплошность и упрекало его за неуместный гуманизм.
Нередко применялись и откровенно подлые приёмы, такие как надевание скрытых защитных доспехов (кольчуги) под повседневную одежду или даже внезапное нападение на соперника со спины специально нанятого убийцы. Чтобы избежать подобного, в частных дуэлях, подобно судебным поединкам прошлого, появились секунданты, в чьи обязанности входило следить за порядком и соблюдением правил и традиций, и впоследствии быть свидетелями того, что поединок проходил честно. Впоследствии полномочия и обязанности секундантов расширились, через них начали передавать вызовы и договариваться об условиях поединка, чтобы исключить встречи соперников между оскорблением и дуэлью. Наиболее обычным оружием дуэлянтов оставались шпаги и даги — единственное оружие, которое дворянину разрешалось носить в городе в мирное время, будучи вне строя. Возникла манера драться обнажёнными по пояс или надев на торс только лёгкую рубаху: это лишало возможности надеть под одежду доспехи и демонстрировало презрение дуэлянтов к смерти.

### Законодательные запреты на дуэли
Первоначально власти относились к дуэлям спокойно, нередко короли даже присутствовали при дуэлях наиболее известных бретёров или своих приближённых. Этой практике положил конец король французский Генрих III, после того как на дуэли в его присутствии фаворит Франсуа де Вивонн, сеньор де Ла Шатеньерэ получил ранение и через несколько дней умер.
С XVI века дуэль стала законодательно запрещаться как светскими законами, так и установлениями христианской церкви, причём церковь в своих решениях, порицающих практику дуэлей, не делала различия между государственными судебными поединками и частными дуэлями, признавая как те, так и другие противными божественным принципам. Тридентский собор (1545—1563) запретил государям устраивать судебные поединки под угрозой отлучения и объявил автоматически отлучаемыми от церкви всех участников, секундантов и даже зрителей дуэлей. Католические обличения дуэлей продолжались вплоть до XIX века, когда папа Пий IX 12 октября 1869 года подтвердил отлучение от церкви всех, кто вызывает или соглашается драться на дуэли. Погибших на дуэли, как и самоубийц, предписывалось не хоронить на кладбище. Король французский Генрих IV по настоянию Генеральных штатов издал закон, приравнивающий участие в дуэли к оскорблению величества. Указ кардинала Ришельё от 1626 года установил в качестве наказания за дуэль смертную казнь либо ссылку с лишением всех прав и конфискацией всего имущества для всех участников дуэлей, включая даже зрителей. В царствование Людовика XIV было издано 11 эдиктов против дуэлей.
Запреты на дуэли принимались в Европе повсеместно. В 1681 такой запрет выпустил император Священной Римской Империи и Австрии Леопольд I. По законам Марии Терезии все, кто принимал какое-либо участие в дуэли, подлежали смертной казни через отсечение головы. Император Иосиф II законодательно приравнял дуэль к умышленному убийству. Фридрих Великий ввёл жестокие наказания за дуэли в армии. Со временем наказания за дуэли смягчались. В XIX веке по уголовному кодексу Австрии за дуэль полагалось тюремное заключение, а по уголовному кодексу Германии — заключение в крепости.
Тем не менее, практика дуэлей продолжалась в тех странах, где она изначально прижилась и где дуэли были распространены, в основном — в Италии, Испании и Франции. Многие именитые юристы, выступавшие в XVII—XVIII веках против дуэлей, тем не менее, признавали, что писаные законы не влияют на правоприменительную практику и так будет, видимо, до тех пор, пока отношение к дуэли в обществе в целом не изменится. Поскольку основными исполнителями законов и лицами, надзирающими за исполнением законов, повсюду были дворяне, на практике грозные эдикты и тяжкие кары за дуэль зачастую оставались лишь на бумаге, а применение их либо просто саботировалось, либо блокировалось с помощью различных уловок. Даже в тех случаях, когда дела дуэлянтов доходили до суда, возникали сложности. Действующий во многих странах суд присяжных составлялся, согласно канонам, из людей одного с обвиняемым сословия, то есть, в конкретном случае, из дворян, разделявших в большинстве представление о неотъемлемом праве дворянина на дуэль. Такой суд практически никогда не признавал дуэлянтов виновными по законам, приравнивавшим дуэль к убийству.
Попытки применения законодательства против дуэлей «для острастки» к желаемому результату не приводили. Так, кардинал Ришельё отправил на эшафот знаменитого бретёра де Бутвиля и его кузена де Шапеля после дуэли на Королевской площади в Париже 12 мая 1627 года, в которой Бутвиль дрался против де Бёврона (де Шапель был секундантом и, по обычаю того времени, дрался с де Бюсси, секундантом де Бёврона). Оставшийся после дуэли в живых де Бёврон спасся от приговора, бежав из Парижа. Но казнь не дала эффекта — число дуэлей не уменьшилось, а Ришельё лишь приобрёл больше недоброжелателей в дворянской среде.
Иногда дуэль даже неофициально поощрялась из тех или иных побочных соображений. Так, в правление вышеупомянутого Генриха IV дуэли стали важным источником наполнения постоянно истощавшейся королевской казны: за 20 лет правления было выдано более 7 тысяч официальных королевских прощений выжившим участникам дуэлей, только на их нотариальном оформлении (за которое платил получатель) казна выручила около 3 миллионов ливров золотом. При этом за те же годы на дуэлях погибло, по разным подсчётам, от 7 до 12 тысяч дворян, некоторые современные исследователи настаивают на цифре в 20 тысяч — для того времени это размер достаточно крупной армии. Учитывая, что эта "армия" состояла только из офицеров, урон по обороне государства был просто колоссальный.

### «Дуэльная лихорадка» во Франции XVI—XVIII веков
Знаковой для истории французской дуэли стала схватка, произошедшая в 1578 году и вошедшая в историю как «дуэль миньонов» (в сильно изменённом виде изображённая в романе «Графиня де Монсоро» Дюма-старшего), названная так по групповому прозвищу её участников — нескольких молодых фаворитов Генриха III, известных, в частности, склонностью к ярким, вызывающим одеждам (фр. mignon «красавчик»). Один из миньонов, Жак де Леви, граф де Келюс, соперничал за женщину с Шарлем де Бальзаком д’Антрагэ, бароном де Кюнео. Однажды, после взаимных оскорблений, между соперниками была назначена дуэль в Турнельском парке. Непосредственно перед дуэлью секундант Келюса, Можирон, оскорбил секунданта Антрагэ, Рибейрака, и потребовал боя с ним, после чего двое оставшихся секундантов, Ливаро и Шомберг, также обнажили шпаги. В результате последовавшего группового боя Можирон и Шомберг были убиты на месте, Рибейрак умер от ран через несколько часов, Ливаро был искалечен (ударом шпаги ему отсекло щёку, он оправился от раны и погиб несколькими годами позже, на очередной дуэли). Получившего множественные ранения Келюса король долго выхаживал, но пошедший на поправку фаворит решил проехаться на лошади; раны открылись, и Келюс умер. Лишь Антрагэ отделался лёгким ранением в руку.
Несмотря на то, что дуэли в это время уже были строжайше запрещены, никто из выживших не был наказан. Погибших король распорядился похоронить в великолепных мавзолеях и поставить им мраморные статуи. Дворянство восприняло реакцию короля как знак того, что дуэль, несмотря на официальный запрет, не только дозволена, но и почётна. Одновременно «дуэль миньонов» ввела в моду бой не только непосредственных участников дуэли, но и их секундантов. В результате отношение общества к дуэли изменилось, дуэли стали не просто традицией, но и модой, их число настолько возросло, что можно говорить об охватившей целые страны «дуэльной лихорадке», длившейся более века. Дрались все, от беднейших дворян до коронованных особ, несмотря на регулярно переиздававшиеся законы против дуэлей.
Среди молодых дворян выделилась категория «профессиональных» бретёров, как правило, умелых фехтовальщиков, которые сделали дуэли способом достижения личной славы. Они постоянно задирали других дворян, сами вызывали на дуэль по малейшему поводу и провоцировали окружающих своим вызывающе-дерзким поведением. На счёту у некоторых из них были сотни дуэлей и десятки раненых и убитых противников. Одним из знаменитых французских бретёров был Луи де Клермон, сеньор де Бюсси д’Амбуаз, про которого современники писали, что для него повод для дуэли может «уместиться на лапке мухи» (однажды он дрался на дуэли, поспорив о форме узора на шторах). Так что литературные ссоры дворян, описанные в романах Дюма, например, в «Трёх мушкетёрах», когда вызов следует из-за случайного столкновения на улице или шутки о покрое плаща, в действительности были вполне обычными для того времени. Вызов мог последовать по любому поводу: из-за якобы брошенного косого взгляда, недостаточно учтивого тона собеседника и так далее.

### Закат дуэли в Европе

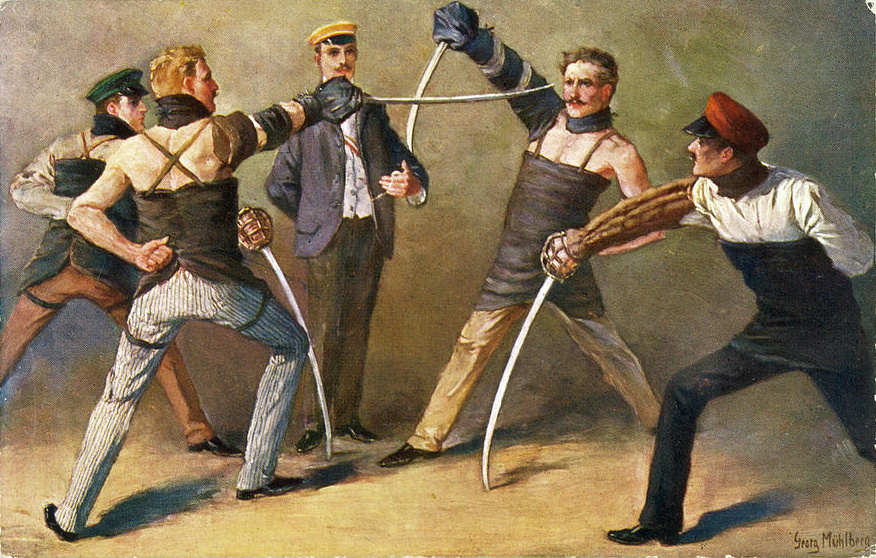
дуэль на саблях между германскими студентами в 1900-х годах: юноши, держащие сабли вниз — секунданты, а человек с часами — арбитр

К середине XVIII «дуэльная лихорадка» в Западной Европе завершилась. Хотя тяжесть наказания за дуэли постепенно снижалась в законодательстве большинства государств, дуэли стали гораздо более редки, а главное — более упорядочены. Холодное оружие было заметно потеснено пистолетами, которые стали основным орудием дуэли XIX века. Переход на огнестрельное оружие имел один важный побочный эффект: существенно снизилось влияние на исход дуэли физических возможностей дуэлянта. Были уточнены правила дуэлей, окончательно оформившиеся в виде дуэльных кодексов XIX века: большинство дуэлей стало проводиться с секундантами, официальным вызовом, соблюдением непременного 24-часового интервала между вызовом и дуэлью и по выверенной процедуре, обеспечивающей всё возможное равенство шансов участников. Дуэльные правила сильно изменились в сторону гуманизации: при дуэли на пистолетах устанавливалась типичная барьерная дистанция в 30-40 шагов, при дуэли на шпагах, как правило, бой вёлся до первого ранения, в результате большинство дуэлей стали заканчиваться незначительными ранениями или вовсе бескровно. Одновременно трансформировалось само понятие «восстановления чести»: сам факт того, что противник был поставлен в смертельную опасность, стал считаться достаточным в качестве воздаяния за оскорбление. Разумеется, периодически происходили дуэли на тяжёлых условиях, в том числе до смертельного исхода, но их число уменьшалось и общественное мнение относилось к ним уже неодобрительно.
Ещё более сократилось количество дуэлей после наполеоновских войн, когда общественные изменения привели к значительному размыванию сословия аристократии и, соответственно, изменению нравов и обычаев. Развитие юридической системы, со своей стороны, создало возможность законного преследования обидчиков с помощью обращения в суд, к которому многие предпочитали прибегать вместо того, чтобы рисковать жизнью и свободой, устраивая дуэль. В целом, несмотря на то, что в XIX веке дуэли всё ещё происходили регулярно, взгляд общества на них переменился, их стали рассматривать как пережиток ушедшей эпохи и, в некоторых случаях, как неизбежное зло, которое приходится терпеть до тех пор, пока изменения в законах и в мировоззрении людей не достигнут такого уровня, когда законное воздаяние будет во всех случаях достаточно для восстановления нарушенной чести.
Имели место отдельные «всплески» дуэльной активности. Например, во Франции после 1830 года, когда значительно увеличилась свобода прессы, началась эпидемия «журналистских дуэлей» — вызовов между журналистами из-за печатных обвинений во лжи.
Широко распространились дуэли в первой половине XIX века в студенческой среде германских университетов. Практически в любом университете было «дуэльное общество», регулярно проводились поединки, но большинство из них, благодаря тщательно разработанным мерам безопасности, заканчивалось лёгкими ранениями или вовсе бескровно (поединки проводились на холодном оружии, преимущественно на рапирах, дуэлянты перед боем надевали защитное снаряжение, оружие дезинфицировалось во избежание заражения ран).
Также вплоть до конца XIX века, а кое-где и позже, дуэль сохранялась в армии, несмотря ни на какие запреты и суровое наказание. Даже противники дуэлей признавали, что искоренить практику дуэлей между офицерами никакие запреты не способны, ввиду традиций этой среды: офицер, отказавшийся от дуэли (не вызвавший оскорбившего его либо уклонившийся от брошенного ему вызова), считался обесчещенным, сослуживцы третировали его и буквально вынуждали уйти со службы.

## Дуэли в России

### Древние традиции
В России никогда не было собственной традиции дуэлей, хотя практиковались и судебные поединки («поле»), и схватки лучших бойцов перед военными сражениями (можно вспомнить, например, известный бой между Пересветом и Челубеем перед Куликовской битвой). Аристократическое сословие (бояре) имело на Руси несколько иной вид, нежели в средневековой Европе; нравы и обычаи этой среды не породили острых представлений о личной чести, которую было бы необходимо защищать непременно лично и силой оружия. Напротив, бояре, дворяне и русские офицеры не считали зазорным или ущербным для чести искать защиты от обидчика в суде или путём подачи жалобы государю или высшему начальству. Различные эксцессы между дворянами на протяжении веков, разумеется, имели место, но дуэльной традиции не возникло. Более того, она долгое время не была заимствована на Западе, несмотря на то, что активные контакты с Западной Европой начались ещё при Алексее Михайловиче и многие традиции европейской жизни были переняты задолго до Петра I. В XV—XVII веках, когда во Франции и Италии процветала «дуэльная лихорадка», в России в этом смысле царило абсолютное спокойствие. Первая зарегистрированная в документах дуэль в России произошла лишь в 1666 году, причём между иностранцами — дрались из-за оскорбления два офицера русской службы из «иноземного» полка.

### Законодательные запреты
Поскольку отсутствовало явление, не было и юридических санкций, запрещающих его — впервые закон, запрещающий дуэль, в русском праве появился лишь во времена Петра: 139-й воинский артикул, принятый в 1715 году царём Петром I, строго воспрещал дуэли между офицерами, причём казни через повешение подлежал также и погибший на дуэли:

Все вызовы, драки и поединки чрез сие наижесточайше запрещаются <...> Кто против сего учинит, оный всеконечно, как вызыватель, так и кто выйдет, имеет быть казнён, а именно повешен, хотя из них кто будет ранен или умерщвлён, или хотя оба не ранены от того отойдут. И ежели случится, что оба или один из них в таком поединке останется, то их и по смерти за ноги повесить.— Артикул воинский. Глава семнадцатая, артикул 139-й
Суровое наказание за дуэль было буквально списано с европейских законов, при этом не зафиксировано ни одного случая применения этих санкций на практике.
Лишь в царствование Екатерины II практика поединков стала получать распространение среди дворянской молодёжи, усваивавшей у иноземных учителей понятия о «дворянской чести» в том виде, как её понимали в Западной Европе, и саму дуэльную традицию. Это побудило императрицу издать в 1787 году «Манифест о поединках», который называл дуэли «чужестранным насаждением» и назначал наказание за организацию дуэли и участие в ней: участникам (включая секундантов) дуэли, окончившейся бескровно, устанавливался в качестве наказания денежный штраф, а обидчику — пожизненная ссылка в Сибирь; за причинение вреда здоровью и жизни наказание назначалось как за соответствующие умышленные преступления. Но и эти санкции, большей частью, остались на бумаге, дела дуэлянтов крайне редко доходили до суда, да и в этих случаях многие получали прощение или существенно более мягкое наказание.
В конце XVIII — первой половине XIX века, когда в Европе «дуэльная лихорадка» уже практически прекратилась, в России число дуэлей, напротив, возрастало, несмотря на жестокое официальное наказание. При этом, как и в Западной Европе, отношение к дуэлям развивалось парадоксальным образом: число дуэлей постоянно росло, а официальное законодательство и реальная правоприменительная практика делали дуэли всё менее криминальными. К концу XIX века дошло до того, что дуэли между офицерами были признаны не только законными, но и, в некоторых случаях, обязательными, то есть фактически была официально возрождена практика «судебных поединков» (см. ниже).

### Особенности
Западные авторы, описывая «русскую дуэль» XIX века, отмечают её крайнюю жестокость по сравнению с дуэлью европейской, называют дуэль в России «узаконенным убийством». Как отмечалось выше, европейские представления о дуэли к первой половине XIX века существенно смягчились, считалось вполне достаточным для восстановления чести просто принудить обидчика к реальному риску для жизни, даже если риск этот был не особенно велик. Поэтому типичная европейская пистолетная дуэль в это время проводилась из неподвижного положения, на 25-35 шагах или даже дальше, стреляли по очереди, определяемой жребием. В таких условиях тяжкий исход был вероятен, но отнюдь не обязателен, большинство дуэлей заканчивалось бескровно. Русские бретёры, вроде Толстого-Американца, называли такие дуэли «опереточными» и откровенно смеялись над ними. В России типичной барьерной дистанцией были 15-20 шагов (примерно 7-10 метров) или меньше, на такой дистанции хороший стрелок даже из неизвестного оружия промахивался редко. При подвижной дуэли в России почти всегда применяли нехарактерное для Западной Европы правило, согласно которому дуэлянт, стреляющий вторым, имел право потребовать, чтобы противник подошёл к барьеру, то есть, фактически, встал в качестве безоружной мишени, давая возможность сопернику подойти на минимальное расстояние, спокойно прицелиться и выстрелить (именно от этого правила происходит известное выражение: «К барьеру!»). При дуэлях «пистолет ко лбу», «дуло в дуло» или «через платок», практически, избежать смерти одного или обоих дуэлянтов было нереально. Если в Европе обоюдный промах обычно завершал дуэль, и честь участников считалась на том восстановленной, то в России нередко принимались условия боя «до решительного результата», то есть до смерти одного из противников или до момента, когда один из них не потеряет сознание. Если оба соперника выстрелили и никто не был убит или ранен, оружие перезаряжалось и дуэль продолжалась. Обидчик имел право стрелять в воздух (в сторону), если не желал подвергать противника опасности, но если он так поступал, то оскорблённый был вынужден стрелять на поражение — при обоюдном намеренном промахе дуэль считалась недействительной, поскольку ни один из участников не подвергся опасности.

### Некоторые известные русские дуэли XIX и начала XX веков
В русской пистолетной дуэли XIX века возродились даже традиции «дуэли миньонов» — имелись прецеденты так называемых «Четверных дуэлей», в которых после непосредственных участников стрелялись секунданты. Наиболее известна четверная дуэль из-за балерины Истоминой в 1817 году, в которой камер-юнкер Завадовский был вызван и стрелялся с кавалергардским штабс-ротмистром Шереметевым, а секундантами и вторыми участниками были известный литератор Грибоедов и будущий декабрист Якубович. Несмотря на тяжкий исход дуэли (Шереметев был ранен в живот и на следующий день умер), серьёзного наказания никто не понёс, лишь Якубович, которого император Александр I счёл зачинщиком дуэли, был исключён из гвардии и направлен в драгунский полк на Кавказ.

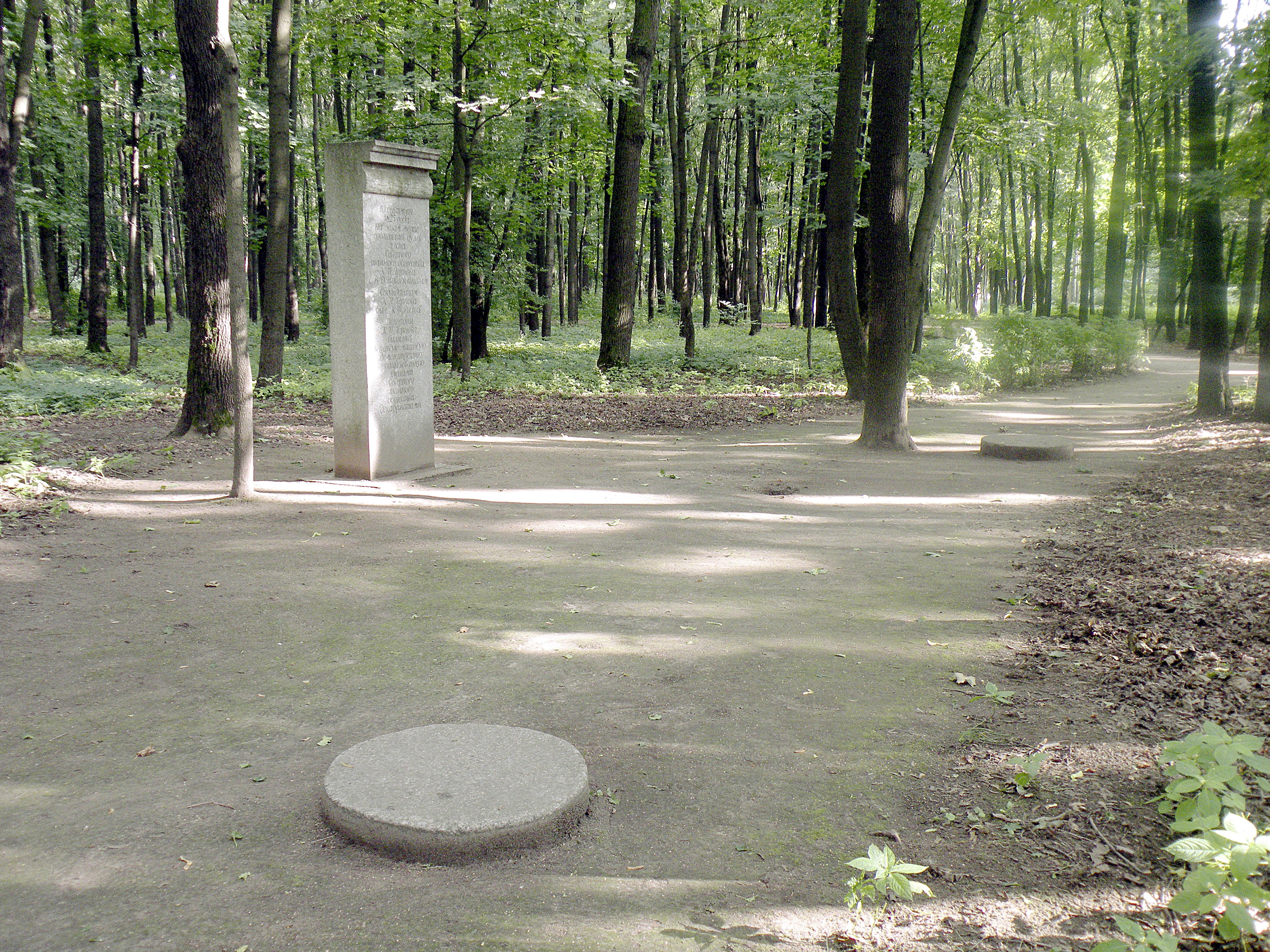
Парк в Лесном. Петербург. Место дуэли Новосильцева и Чернова. Отмечены исходные позиции дуэлянтов. На стеле изложена краткая история события

10 сентября 1825 года в глухом углу Лесного парка Петербурга, недалеко от постоялого двора, стоявшего на Выборгском шоссе, рано утром состоялась дуэль между флигель-адъютантом Владимиром Новосильцевым и подпоручиком Семёновского полка Константином Черновым. Причиной дуэли был отказ Новосильцева, вызванный настоянием его матери, жениться на сестре Чернова как имевшей менее знатное происхождение. Дистанция в 8 шагов не давала ни одному из дуэлянтов шанса выжить. Оба были смертельно ранены. Новосильцева перенесли на постоялый двор, где он и скончался. Желая отмолить свою вину за смерть единственного сына, мать Владимира Екатерина Владимировна Новосильцева купила постоялый двор, возвела на его месте богадельню и церковь по проекту арх. Шарлеманя и провела остаток жизни в молитвах и занятиях благотворительностью. Секундантом Чернова был его кузен (матери — родные сёстры, в девичестве Эссен) Кондратий Рылеев, член Северного тайного общества, сделавший всё, чтобы превратить смерть Чернова в громкое общественное событие. В результате похороны Чернова превратились во внушительную манифестацию, ставшую прологом к выступлению декабристов.
Жертвой дуэли стал великий русский поэт Александр Сергеевич Пушкин. 27 января (8 февраля) 1837 года он был смертельно ранен на пистолетной дуэли Жоржем де Геккерном (Дантесом) и через два дня скончался. Вызов исходил от самого Пушкина, поводом стали откровенные ухаживания Дантеса за его женой, Натальей Николаевной, породившие оскорбительные слухи и письма, распространявшиеся в обществе. По подсчётам пушкинистов, роковая дуэль была как минимум двадцать первым вызовом в жизни поэта; на его счёту было 15 вызовов (четыре дуэли состоялись, остальные закончились примирением, в основном, стараниями друзей Пушкина), в шести случаях вызов на дуэль исходил от его оппонентов.
Всего четырьмя годами позже дуэль стала причиной гибели ещё одного выдающегося русского поэта, Михаила Юрьевича Лермонтова. Лермонтов был вызван и 15 (27) июля 1841 года убит наповал отставным майором Николаем Мартыновым. Зачинщиком ссоры, фактически, был сам Лермонтов. Отличавшийся резкостью суждений и склонностью довольно грубо иронизировать над собеседниками, он взял за правило изводить Мартынова насмешками, чем в конце концов и спровоцировал вызов. Лермонтов, явно не отнесясь к дуэли серьёзно, выстрелил в сторону. Мартынов же, доведённый пренебрежением оппонента до бешенства, стрелял прицельно.
Реакция на последние дуэли Пушкина и Лермонтова может служить характерным примером отношения к дуэли русского общества и юстиции XIX века вообще. Свет, в обоих случаях, был на стороне победителей; ни Дантес, ни Мартынов не стали объектами общественного порицания. Суд, применив воинский артикул Петра I, приговорил Дантеса и Данзаса (секунданта Пушкина) к смертной казни, но по мере продвижения по инстанциям приговор смягчался; в итоге Дантес был разжалован в рядовые и выслан из России, а Данзасу, к моменту вынесения окончательного решения находившемуся под арестом, арест был продлён ещё на два месяца, чем наказание и ограничилось. Мартынов был приговорён к разжалованию и лишению всех прав состояния, однако затем приговор также был существенно смягчён и в итоге ограничился трёхмесячным арестом на гауптвахте и церковным покаянием.
Получила большую известность «генеральская дуэль» между бывшими участниками обороны Порт-Артура генералами А. В. Фоком и К. Н. Смирновым, обвинявшим первого в печати и в своих показаниях следственной комиссии в сдаче крепости неприятелю и трусости. Инициатором дуэли был Фок, одним из своих секундантов Смирнов пригласил В. М. Пуришкевича. Кроме того, оба участника обратились за помощью к знатоку дуэльного вопроса генералу А. А. Кирееву, который по их просьбе подготовил поединок и проинструктировал секундантов, а также сам присутствовал при нём. Дуэль была на пистолетах с 20 шагов, состоялась 5 (18) марта 1908 года в манеже лейб-гвардии Конного полка. В ходе её дуэлянты безуспешно обменялись тремя выстрелами от каждого, от четвёртого выстрела Фока Смирнов получил ранение в бедро недалеко от паха. В петербургском свете дуэль получила большой иронический резонанс из-за большого числа промахов участников.

### Легализация дуэлей в армии на рубеже XIX—XX веков
При военном министре П. С. Ванновском (1881—1898), в целях укрепления боевого духа в армии, в 1894 году изданы правила об офицерских дуэлях, каковые были сделаны для офицеров в известных случаях обязательными: высочайшим повелением от 13 мая 1894 года «Правила о разбирательстве ссор, случающихся в офицерской среде» устанавливалось, что все дела об офицерских ссорах направляются командиром войсковой части в суд общества офицеров; суд мог либо признать возможным примирение офицеров, либо (ввиду тяжести оскорблений) постановить о необходимости поединка (решение суда о возможности примирения носило характер рекомендательный, решение о поединке — обязательный к исполнению); конкретные условия дуэли определяли секунданты, выбранные самими противниками, но по окончании дуэли суд общества офицеров по представленному старшим секундантом-распорядителем протоколу рассматривал поведение дуэлянтов и секундантов и условия поединка; офицер, отказавшийся от дуэли, обязан был в двухнедельный срок представить прошение об увольнении в отставку — в противном случае он подлежал увольнению без прошения; в тех войсковых частях, где отсутствовали суды общества офицеров, их функции выполнял сам командир войсковой части. Рассматривался вопрос об официальном издании дуэльного кодекса, который имел бы законную силу, однако это было признано не вполне удобным.
В законе остались санкции за нарушение правил дуэли и, в некоторых случаях, за причинение тяжкого вреда: если один из участников дуэли погибал или получал тяжёлое ранение, то его противник мог быть подвергнут заключению в крепости сроком до полугода, без лишения прав состояния. Более тяжкое наказание ждало секундантов, которые не предприняли оговорённых дуэльным кодексом мер к примирению противников (до 8 месяцев заключения) или подстрекали противников к дуэли (до 4 лет заключения). За нарушение правил дуэли участники могли быть осуждены на каторжные работы.
Впрочем, как и ранее, на практике предусмотренные законом наказания не применялись. Согласно статистике, в период с 1894 по 1910 год в русской армии состоялось 322 дуэли, в том числе 256 — по постановлению суда общества офицеров, 19 — самочинно, остальные — с разрешения начальника. В 315 дуэлях из 322 применялось огнестрельное оружие, в 7 — холодное. Участвовало: генералов — 4, штаб-офицеров − 14, капитанов и штабс-капитанов — 187, поручиков, подпоручиков и прапорщиков — 367, гражданских лиц — 72. Смертью или тяжёлым ранением завершилось 30 поединков, остальные были бескровными или закончились лёгкими ранениями одного или обоих участников. Ни одно дело о дуэли не дошло до судебного рассмотрения и не привело к осуждению кого бы то ни было из участников.

## Женские дуэли

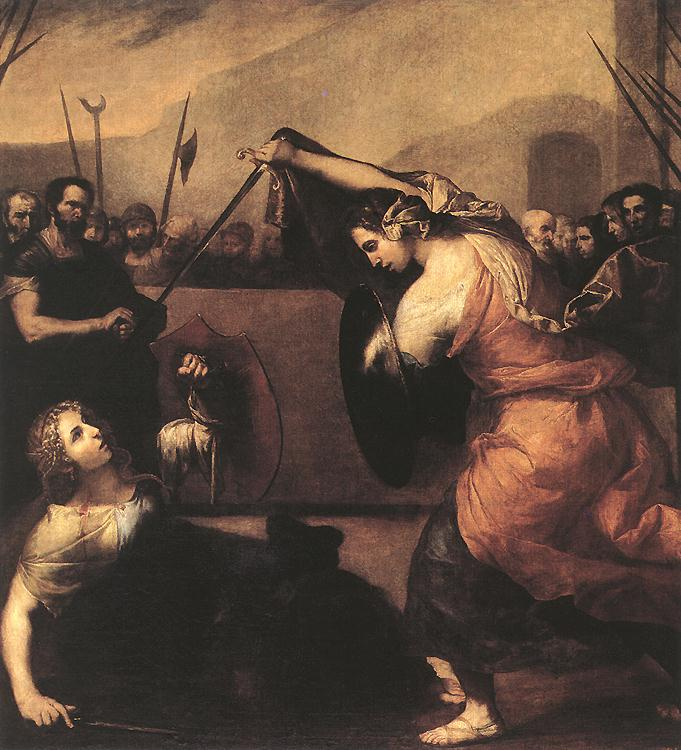
«Дуэль между Изабеллой де Карацци и Диамброй де Потинеллой» (реальное событие, произошедшее в Неаполе в 1552 году, победительницей была признана Диамбра, обошлось без серьёзных ранений), картина Хосе де Риберы

Несмотря на то, что наиболее известные дуэльные кодексы не разрешали женщинам принимать непосредственное участие в дуэлях, исключение могло быть сделано в том случае, если и обидчица, и оскорблённая были женщинами. Первые упоминания о женских дуэлях относятся к тому же периоду, что и первые упоминания о дуэлях вообще: к XVI веку (дуэль между двумя знатными дамами в миланском монастыре св. Бенедикта). Особенно распространёнными женские дуэли в Европе стали в середине XVII века.
В России моду на женские дуэли ввела Екатерина II, которая и сама в молодости участвовала в подобном мероприятии. В екатерининскую эпоху женские дуэли не были смертельными; сама императрица настаивала на том, чтобы они проводились только до первой крови. Большинство сообщений о смертях в результате женских дуэлей относятся к XIX веку.
Женские дуэли проводились главным образом на почве ревности. Но в XVII веке, в европейский пик популярности этого вида выяснения отношений, повод для такой дуэли мог быть и вполне незначительный, вплоть до одинаковых платьев у «оскорблённой и обидчицы».

## Современное состояние
В настоящее время в большинстве государств мира дуэль на реальном смертоносном оружии является незаконной. При этом в некоторых законодательствах сохранились прямые запреты на дуэли, в других (как, например, в законодательстве России) дуэль не упоминается и прямо не запрещена, но участие в ней попадает под действие уголовного закона и рассматривается, в зависимости от реальных обстоятельств и роли конкретного человека в дуэли, как убийство или нанесение телесных повреждений, покушение на убийство, подстрекательство или пособничество при совершении вышеуказанных преступлений. «Жёлтая пресса» регулярно распространяет слухи, что только в Парагвае разрешена дуэль и только между теми, кто является донором крови. Члены правительства Парагвая вынуждены были несколько раз опровергнуть публично подобные слухи.
Тем не менее, отдельные инциденты дуэлей случаются до сих пор. Кроме того, иногда демонстративные вызовы на дуэль звучат публично, как правило, от политических деятелей в адрес их оппонентов. До практической реализации такие «вызовы» не доходят, поэтому их следует рассматривать, скорее, как пропагандистские риторические приёмы, а не как реальные попытки следовать дуэльным традициям.
Одна из последних действительных дуэлей в Европе состоялась 20 апреля 1967 года во Франции, в Нейи-сюр-Сен: два французских политика, тогдашний мэр Марселя Гастон Деффер и депутат от голлистской партии Рене Рибьер дрались на шпагах. Инициатором был Рибьер, которому Деффер бросил грубую фразу в Национальном собрании. Деффер нанес Рибьеру два легких ранения, после чего распорядитель дуэли прекратил бой.
В 1967 году в Перу была зафиксирована дуэль с участием будущего президента Фернандо Белаунде, который дрался на шпагах и ранил своего противника, после чего дуэль была остановлена.
В 2018 году в Госдуму внесли проект Дуэльного кодекса России. В пояснительной записке к законопроекту его автор, депутат от ЛДПР Сергей Иванов, объясняет необходимость принятия Дуэльного кодекса тем, что «в последнее время появилась тенденция со стороны государственных и муниципальных служащих вызывать на дуэль граждан, выражающих отличные от официальных точки зрения».

## Некоторые известные дуэлянты
- Граф де Бутвиль прославился множеством поединков, в том числе в публичных местах, и был казнён за нарушение эдикта о дуэлях.
- О сеньоре де Бюсси говорили, что для него «повод для вызова мог уместиться на лапке мухи».
- Сирано де Бержерак дрался сотни раз, иронизировал на свой счёт: «…Даже если бы на всем свете остался один-единственный человек, — и тогда мне было бы не избежать по крайней мере одной дуэли»[25], но при этом убил на поединке только одного человека.
- А. С. Пушкину приписывают, кроме последней, трагической дуэли с Дантесом, около 30 состоявшихся пистолетных поединков и вызовов. При этом Пушкин ни разу не пролил крови противника и ни разу не стрелял первым.
- Отто фон Бисмарк в студенческие времена соблюдал традиции буршей, дрался 27 раз, но был ранен только однажды.
- Александр Гамильтон был смертельно ранен на дуэли Аароном Бёрром.
- Фердинанд Лассаль, основатель Всеобщего германского рабочего союза, погиб на дуэли с женихом своей возлюбленной.[26]
- М. Ю. Лермонтов достоверно имел две состоявшиеся дуэли — с Эрнестом де Барантом и с Н. С. Мартыновым. Не исключено, что были и другие.
- Отто Скорцени был известным дуэлянтом, на его счету пятнадцать поединков на шпагах. От одной из дуэлей остался шрам на его левой щеке.
- Граф Ф. И. Толстой-«Американец» слыл отчаянным бретёром, дрался на дуэли неизвестно сколько раз, убил одиннадцать человек. Одиннадцать детей Толстого умерли в раннем возрасте, и, по слухам, Американец считал это карой за убитых им на поединках.
- Гениальный математик Эварист Галуа погиб в неполный 21 год на дуэли при неясных обстоятельствах, едва успев изложить на бумаге результаты своих исследований.
- Русский политик, лидер партии октябристов А. И. Гучков имел несколько поединков и пользовался репутацией бретёра.
- Бенито Муссолини был неплохим фехтовальщиком и несколько раз дрался холодным оружием со своими политическими противниками. Так, 27 октября 1921 года в Ливорно состоялась полуторачасовая дуэль на шпагах между Муссолини и социалистом Чикотти. Инициатором был Чикотти, которого Муссолини оскорбил в печати. Поединок закончился лёгкими ранениями обоих противников и сердечным приступом у Чикотти.[27]

## Дуэль в литературе и искусстве

### Дуэль в русской литературе
Дуэль является основой сюжета или важной сюжетной линией во многих произведениях русской литературы:
- А. С. Пушкин, «Выстрел», «Капитанская дочка», «Евгений Онегин»
- М. Ю. Лермонтов, «Княжна Мери» (тема оскорблённой чести и поединка присутствует также в «Песне о купце Калашникове»)
- И. С. Тургенев, «Отцы и дети», «Вешние воды»
- Л. Н. Толстой, «Война и мир»
- Ф. М. Достоевский, «Бесы»
- Н. С. Лесков, «На ножах»
- А. И. Куприн, «Поединок»
- А. П. Чехов, «Дуэль», «Медведь», «Иванов»
- В. В. Набоков, «Подлец»

### Дуэльные казусы в советской литературе
- Иронические упоминания о дуэли в «Театральном романе» М. А. Булгакова по-видимому связаны с вызовом на дуэль, что был получен писателем от Е. А. Шиловского, мужа ушедшей к Булгакову Е. С. Шиловской (затем Булгаковой).
- В завязке романа В. А. Каверина «Открытая книга» главная героиня, трактирная прислуга Таня Власенкова попадает в образованную семью Львовых после того, как Дмитрий Львов случайно ранит её во время своей дуэли с Раевским.
- В Красной Армии во время войны ходили по рукам списки шуточной поэмы «Евгений Онегин в авиации» неизвестного автора, где описывается дуэль на ракетницах между лётчиком Онегиным и мотористом Ленским.[28]
- Остап Бендер в «Двенадцати стульях», зубоскаля по поводу нелепых дворянских замашек Кисы Воробьянинова, предлагает ему драться с Колей, мужем Лизы Калачовой, на вениках или на мясорубках[29].
- В пьесе А. Гладкова «Давным-давно» до дуэли доходят отношения жениха и невесты — поручика Ржевского и Шурочки Азаровой, выдающей себя за мужчину-офицера.

## Христианство и дуэль
Уже папа Александр III (папа с 1159 по 1181 г.) порицал практику дуэлей. Тридентский вселенский собор (1545 г.) постановил лишать погибших на дуэли церковного погребения; эти санкции были конкретизированы Бенедиктом XIV в конституции «Detestabilem» от 10 ноября 1752 года. Пий IX (папа с 1846 по 1878 г.) в своём апостольском послании «Apostolicae Sedis» уточнил, что церковной каре подвергаются не только те, кто сам участвует в дуэли, но также и секунданты и прочие свидетели и сообщники. Наконец, Лев XIII в послании Pastoralis Officii от 12 сентября 1891 года напомнил об этих канонических мерах и объяснил их с нравственной точки зрения.

## Ислам и дуэль
Порицание практики дуэлей до решительного результата (смертельного исхода) встречается в хадисах:
«Если два мусульманина скрестят мечи, то и убивший и убитый попадут в ад, потому что у них обоих было одно и то же намерение — убить своего недруга». // хадис от Абу Бакра, Сборник хадисов «Сахих аль-Бухари»

## Критика
Известный русский юрист В. Д. Набоков в статье «Дуэль и уголовный закон» (1910) критически отзывался о практике дуэлей, называя дуэль «диким и отвратительным обычаем».